# Episodi de La piccola grande Nell (quarta stagione)
La quarta stagione della serie televisiva La piccola grande Nell è stata trasmessa in anteprima negli Stati Uniti d'America dalla NBC tra il 29 settembre 1984 e l'11 maggio 1985.
| nº | Titolo originale        | Titolo italiano | Prima TV USA      | Prima TV Italia |
| -- | ----------------------- | --------------- | ----------------- | --------------- |
| 1  | New Orleans: Part 1     |                 | 29 settembre 1984 |                 |
| 2  | New Orleans: Part 2     |                 | 6 ottobre 1984    |                 |
| 3  | Nell's Birthday         |                 | 13 ottobre 1984   |                 |
| 4  | Grandpa's Secret Life   |                 | 20 ottobre 1984   |                 |
| 5  | Sam's First Love        |                 | 27 ottobre 1984   |                 |
| 6  | Who Dunnit?             |                 | 3 novembre 1984   |                 |
| 7  | Breakdance              |                 | 10 novembre 1984  |                 |
| 8  | Daddy's Little Girl     |                 | 17 novembre 1984  |                 |
| 9  | Carl's Delicate Moment  |                 | 24 novembre 1984  |                 |
| 10 | Julie's Lie             |                 | 1º dicembre 1984  |                 |
| 11 | Baby of the Family      |                 | 8 dicembre 1984   |                 |
| 12 | TV or Not TV            |                 | 15 dicembre 1984  |                 |
| 13 | The Spirit of Christmas |                 | 22 dicembre 1984  |                 |
| 14 | Grandpa's Will          |                 | 5 gennaio 1985    |                 |
| 15 | The Answering Machine   |                 | 12 gennaio 1985   |                 |
| 16 | The Gift                |                 | 19 gennaio 1985   |                 |
| 17 | Alabamy Bound: Part 1   |                 | 26 gennaio 1985   |                 |
| 18 | Alabamy Bound: Part 2   |                 | 2 febbraio 1985   |                 |
| 19 | Earthquake              |                 | 9 febbraio 1985   |                 |
| 20 | The Lookalike           |                 | 16 febbraio 1985  |                 |
| 21 | Cat Story               |                 | 23 febbraio 1985  |                 |
| 22 | Police Mamas            |                 | 23 marzo 1985     |                 |
| 23 | Monkey See, Monkey Do   |                 | 30 marzo 1985     |                 |
| 24 | Friendship              |                 | 4 maggio 1985     |                 |
| 25 | Julie's Birthday        |                 | 11 maggio 1985    |                 |